# Castello Imperiale di Norimberga
Il Castello Imperiale, in tedesco Kaiserburg, è un antico castello imperiale della città bavarese di Norimberga, in Germania.
Eretto come residenza imperiale, e residenza dei Conti Hohenzollern, assunse dopo la metà del XV secolo funzioni militari. Si compone di tre sezioni: il Castello Imperiale ("Kaiserburg"), il cosiddetto Palazzo comitale, sede dei Burgravi di Norimberga ("Burggrafenburg"), e gli edifici comunali della città Libera nel sito orientale ("Reichsstädtische Bauten"). Rappresenta una delle fortificazioni storicamente e architettonicamente più significative del Medioevo in Europa, e il massimo monumento cittadino di Norimberga che la domina dall'alto di una collina e ne caratterizza il profilo con le sue torri e le sue mura.
Dopo i danni della seconda guerra mondiale, il castello fu accuratamente restaurato secondo precisi modelli storici.

## Storia e descrizione

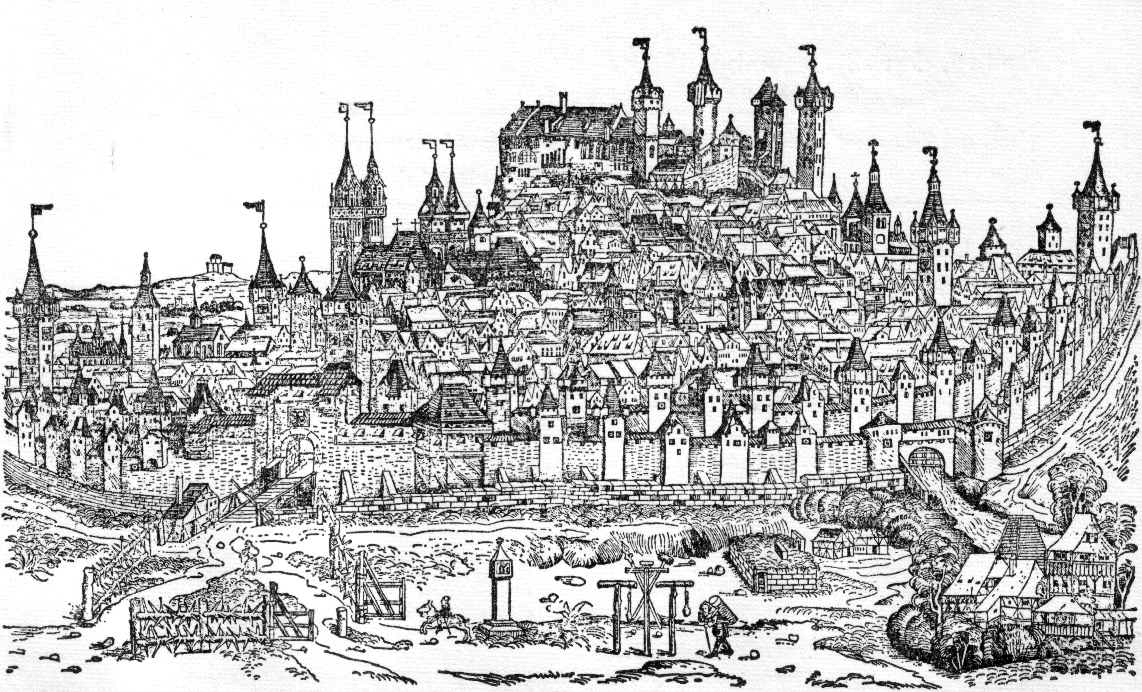
veduta del Castello dalle Cronache di Norimberga del 1493

Con degli scavi effettuati nel 1990 nella grande sala del palazzo imperiale, sono rinvenute le fondamenta di un'antica cappella salica rotonda. Altri scavi, eseguiti nel cortile nel 2001, hanno rinvenuto le fondamenta di un torrione salico, risalente a intorno l'anno 1000, con pareti spesse due metri e un muro di difesa. Al di sotto di questa torre vi sono fondazioni ancora più antiche, dell'epoca pre-salica, dimostrando così le tracce di insediamento umano risalente a prima del 1000, e dell'esistenza di un castello già da quest'epoca. Infatti fino al 1105 non sono apparse fonti inerenti all'esistenza di un castello a Norimberga, neanche nel documento del 1050 dell'imperatore Enrico III che menziona la città ma non vi è alcun riferimento alla sua fortezza.
Tuttavia è documentato che tutti gli imperatori del Sacro Romano Impero risiedettero qui dal 1105 fino al 1471.
Il castello attuale infatti venne eretto a partire dal XII secolo, più precisamente nel 1140, quando Corrado III, Re dei Romani, inizia la costruzione di un secondo castello, destinato a essere il Palazzo Reale e dando l'altro ai Burgravi, custodi del castello e gestori della città libera di Norimberga. Infatti il castello, dotato di un tribunale di contea e libera amministrazione, venne dato in gestione ai Conti di Raabs, antica e fedele famiglia della nobiltà franca proveniente dalla Bassa Austria, nominati Burgravi di Norimberga. Nel 1190-91, il feudo passò in eredità a Federico III di Norimberga, Conte di Zollern, che aveva sposato nel 1184, Sofia, l'ultima discente dei Raabs.
Intorno al 1170 venne eretta, in stile tardo-romanico, la Cappella palatina, su due livelli con il coro orientale facente parte della cosiddetta torre di Margherita, o Heidenturm. Nel presbiterio, vi è un crocifisso tardo-gotico di Veit Stoss. Nel 1377 venne edificata la possente Torre Luginsland, di avvistamento.
L'influenza del burgravio nella città di Norimberga, tuttavia, venne limitato sempre più alla sola custodia del Castello, per essersi conclusa definitivamente con la sua distruzione nel 1420 da parte delle truppe bavaresi. L'ultimo Burgravio fu Federico VI di Norimberga che vide passare il suo titolo nel 1427 al Consiglio della Città di Norimberga. L'ultimo imperatore a risiedere nel castello fu Federico III, che vi apportò le ultime modifiche e ampliamenti al Palazzo Imperiale nella metà del XV secolo, dotandolo dei bei soffitti con gli stemmi imperiali, mobili rinascimentali e arazzi che ancora vi si conservano.
Il Castello passò così in gestione diretta alla città, che nel XVI-XVII secolo continuò a sviluppare e rinforzare, assumendo via via, una funzione piuttosto militare. Nel 1527 venne costruito, al lato nord-est della cinta muraria, un potente bastione circolare, il Küblerzwinger, detto anche Bastione di Dürer. Tra il 1538 e il 1545, furono aggiunte, nella parte nord-occidentale del castello, tre altri grandi bastioni: Vestnertor, Große Bastei e Untere Bastei, su progetti dell'architetto militare italiano Antonio Fazuni. 
Durante la Guerra dei trent'anni la zona intorno Norimberga fu scena di molti anni di guerra di trincea, ma né la città né il castello furono mai presi.
In seguito il castello perse la sua importanza militare e venne via via abbandonato per essere restaurato solo nel XIX secolo quando il re Ludovico I di Baviera lo affidò agli architetti Carl Alexander Heideloff, August von Voit e August Essenwein.
Dopo la presa del potere nazista, nel 1933, ebbe inizio la conversione del palazzo imperiale come luogo di ricezione dei raduni annuali del partito. Il Castello Imperiale si trovò a far da sfondo simbolico al regime nazista. Il restauro è stato eseguito sotto la direzione del generale delle SS Rudolf Esterer nel 1934. Nel 1944-45, nel corso della seconda guerra mondiale, il castello subì gravi danni a causa dei bombardamenti anglo americani, dove rimasta intatta solo la cappella e la Sinwellturm. Nel dopoguerra si intraprese un magistrale restauro atto a ricostruire fedelmente le parti distrutte dalla guerra.

## Galleria d'immagini

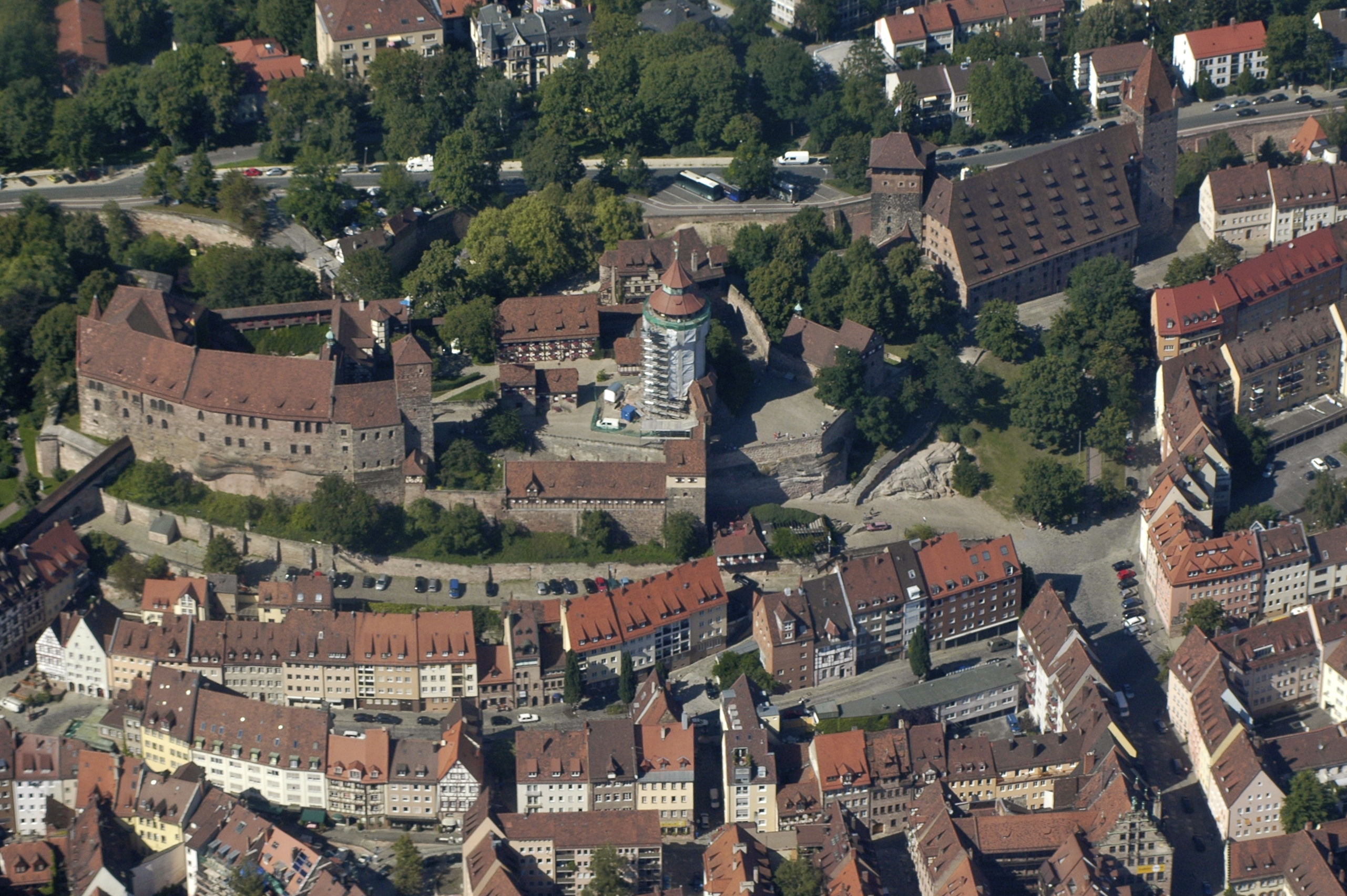
Veduta aerea del Castello Imperiale
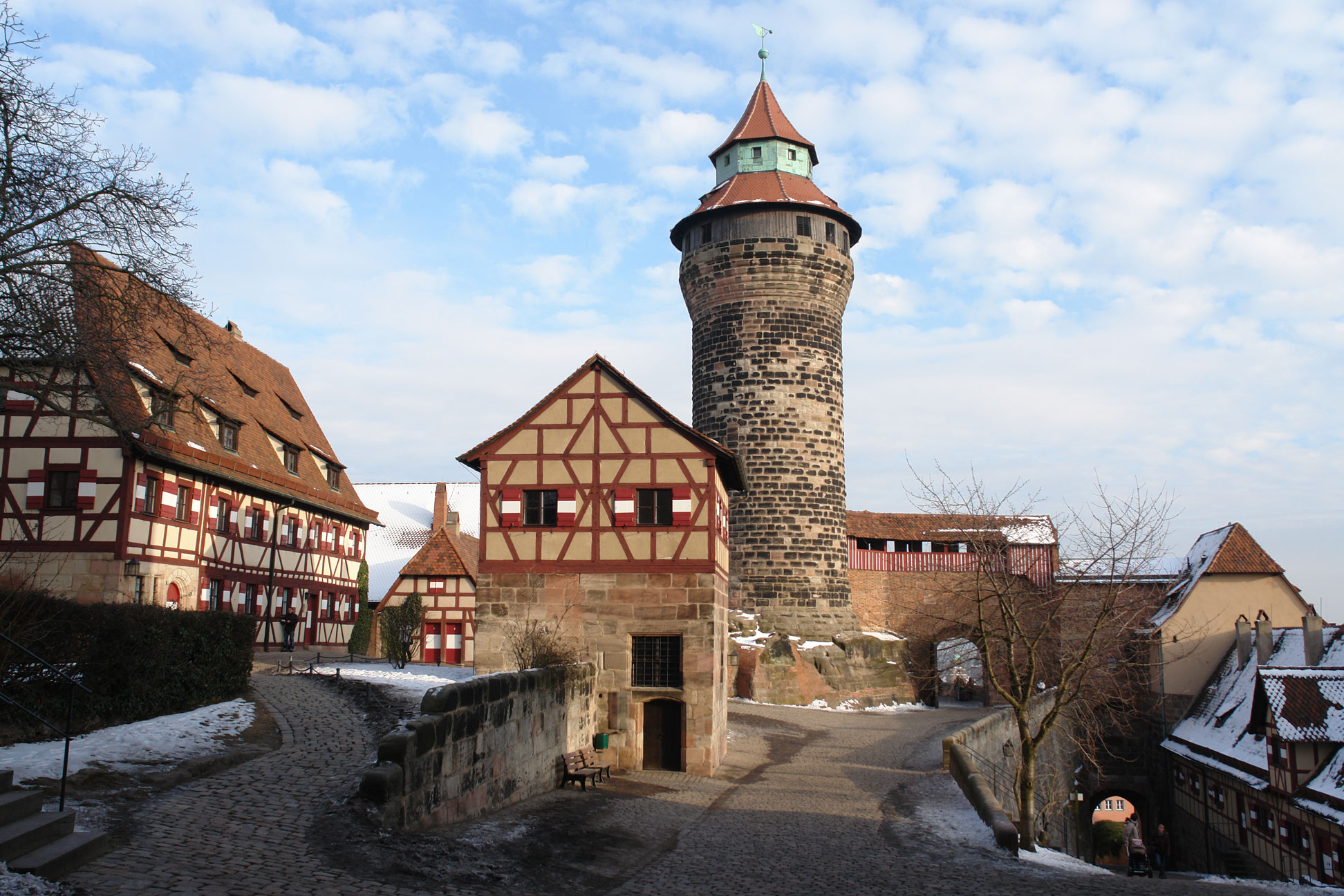
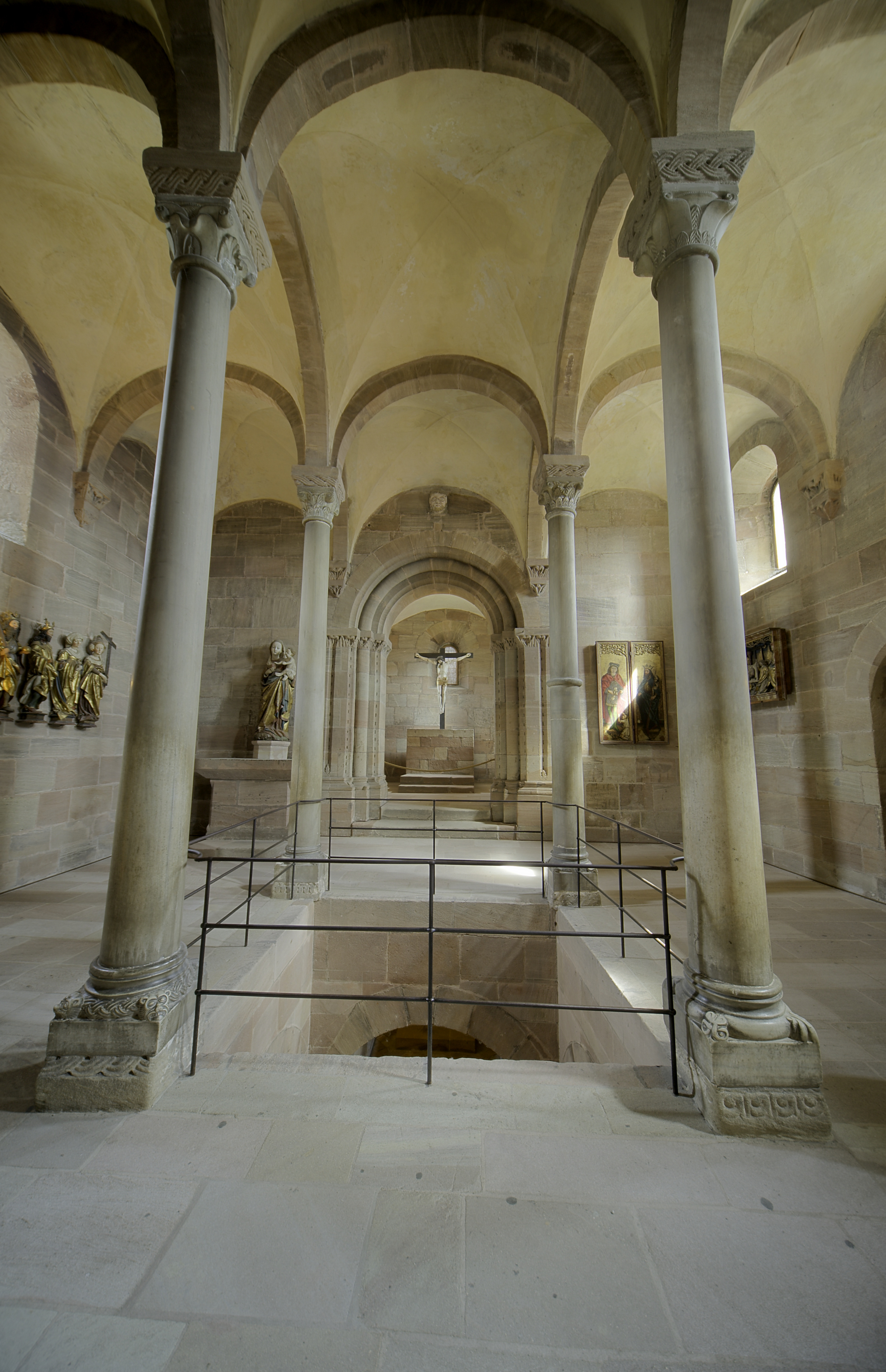
la Cappella Palatina
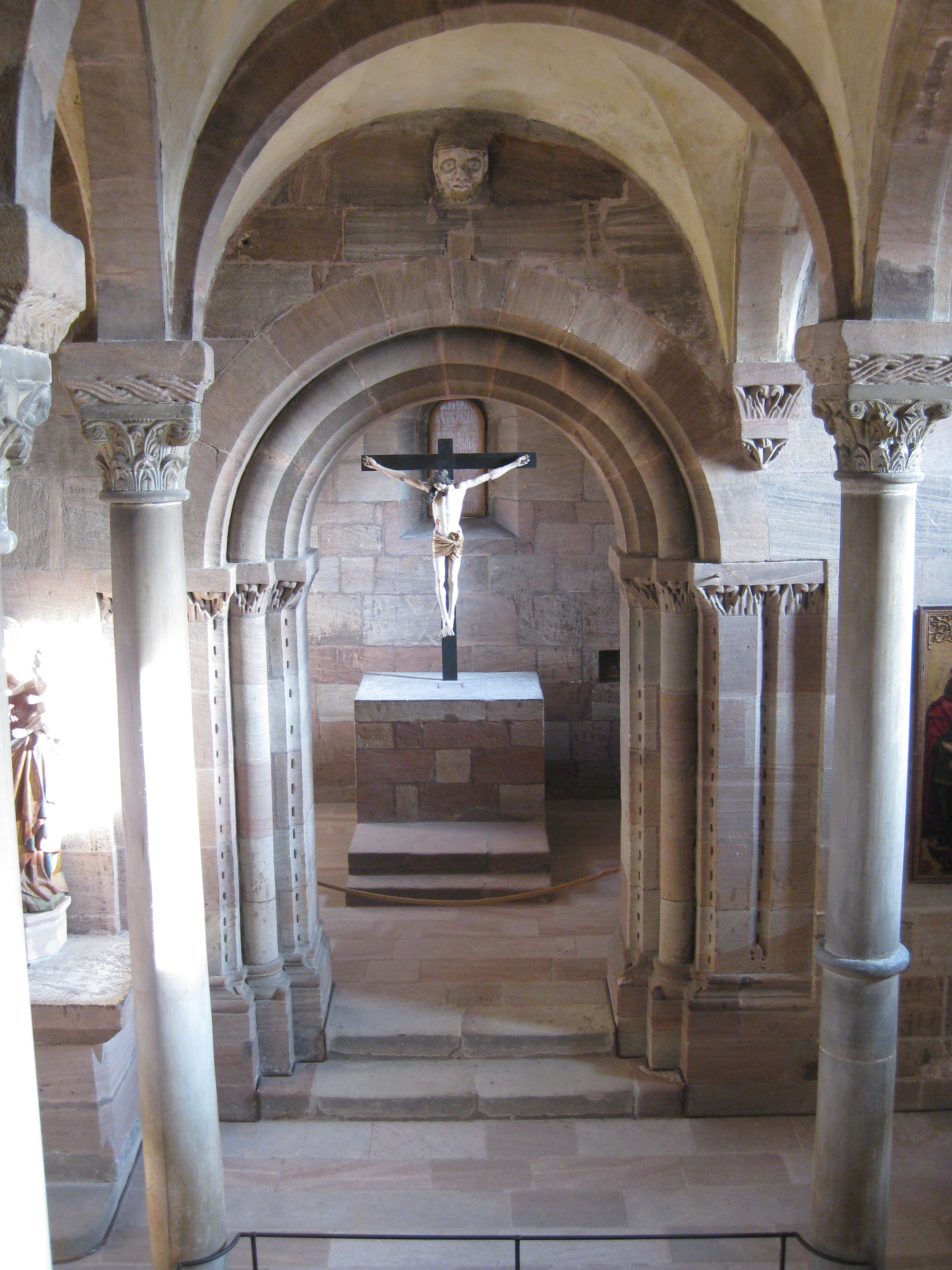
la cappella col Crocifisso di Veit Stoss
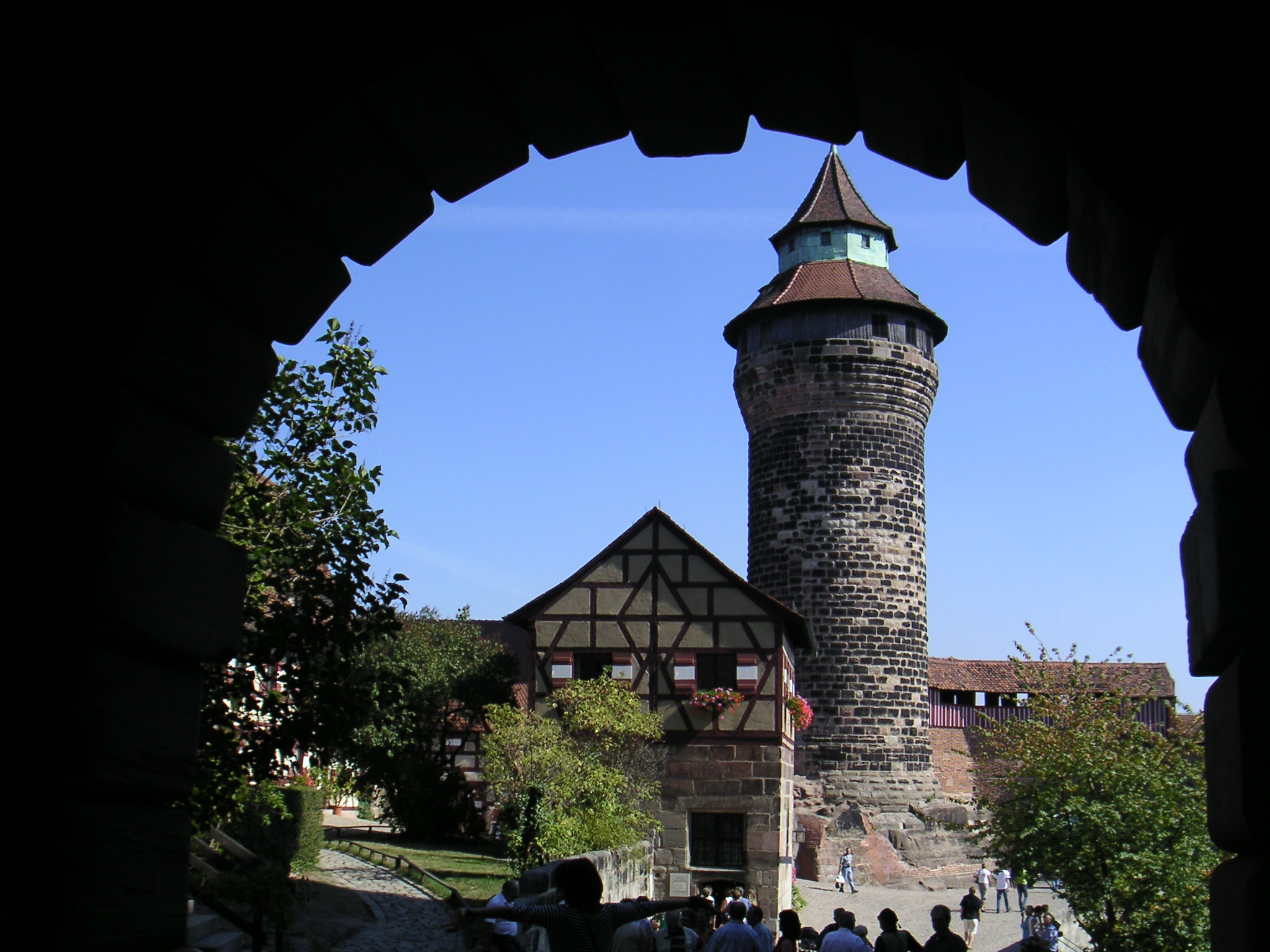
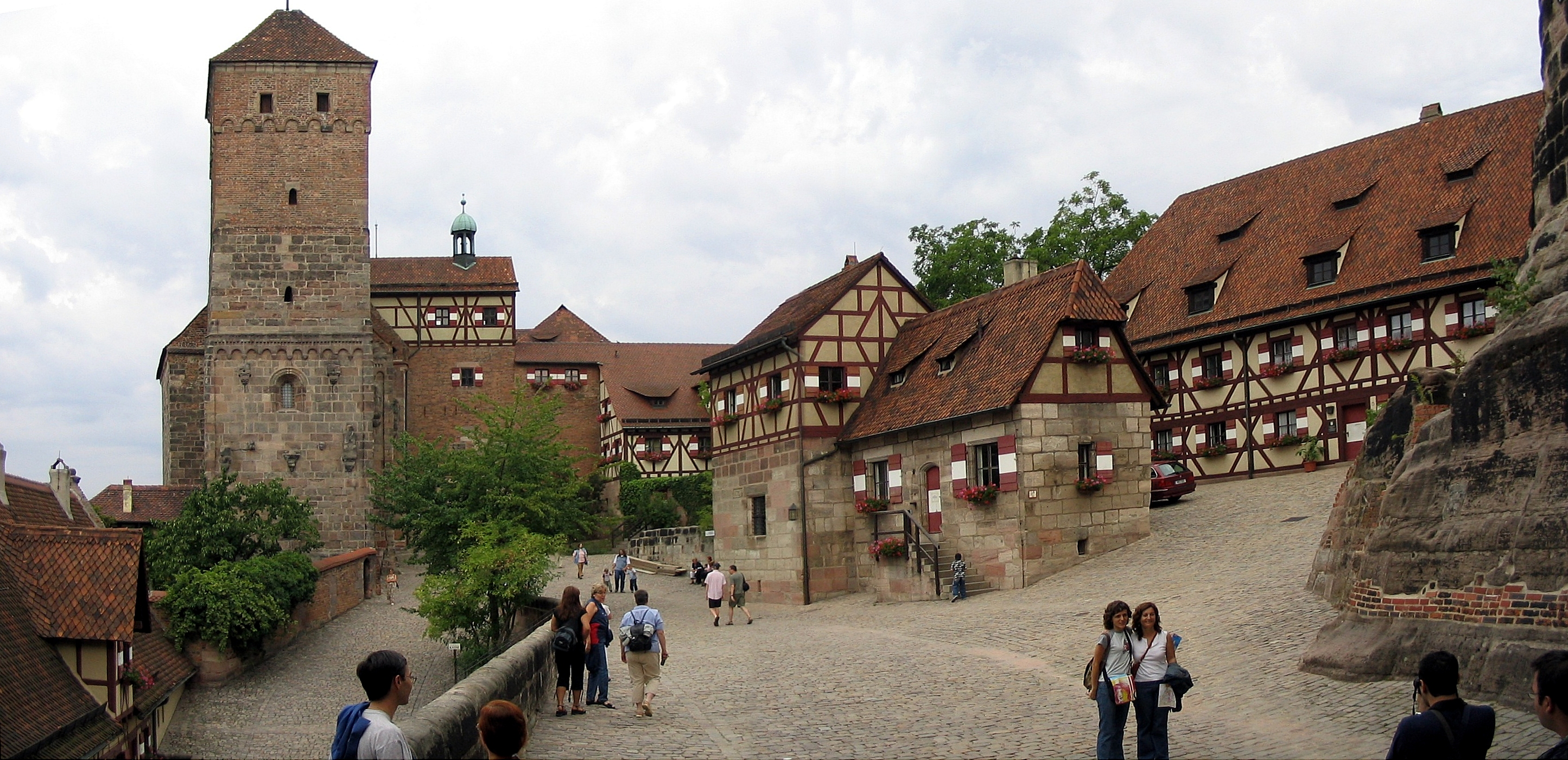
il cortile principale
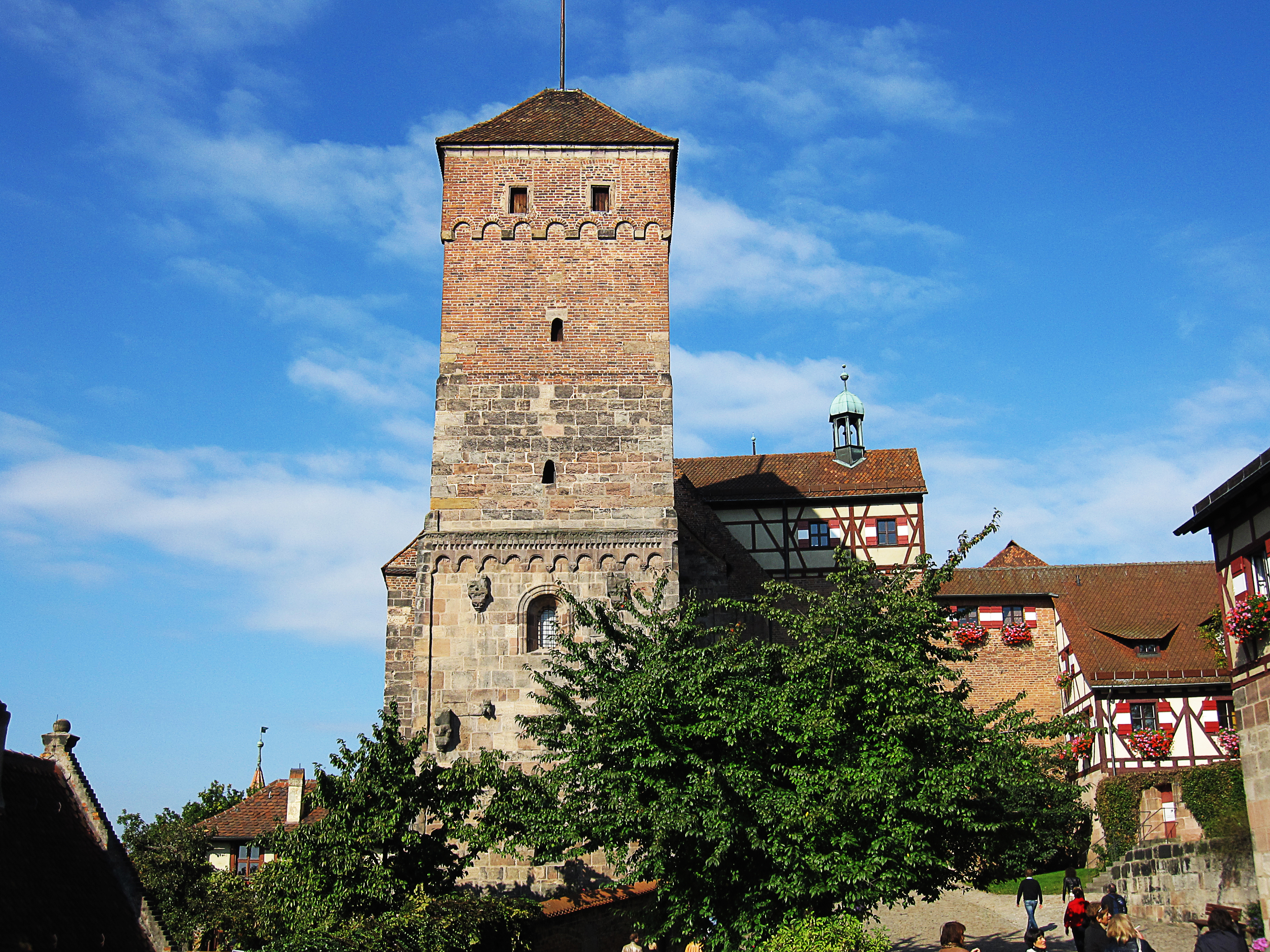
la Heidentum che ospita la Cappella